# David Navarro
David Navarro Pedrós, (Puerto de Sagunto, Valencia, España, 25 de mayo de 1980) es un exfutbolista que jugaba como defensa central. Su último equipo fue el AD Alcorcón de la Segunda División de España.

## Trayectoria
David Navarro es un jugador formado en el Club Deportivo Acero de su pueblo natal y en las categorías inferiores del Valencia CF. Su estreno en partido oficial con en el primer equipo se produjo en la temporada 2001/02 de la mano de Rafa Benítez, quien lo hizo debutar en la jornada 6 contra el Celta de Vigo. Esa temporada disputó dos partidos. La temporada siguiente siguió alternando el primer equipo con el filial, disputando tres partidos en la máxima categoría. A partir de la temporada 2003/04 tuvo por fin ficha con la primera plantilla.
En el partido de vuelta frente al Inter de Milán correspondiente a los octavos de final de la Liga de Campeones de la UEFA 2006-07, golpeó a Nicolás Burdisso, jugador del equipo italiano, rompiéndole la nariz de un puñetazo en una pelea que se produjo al finalizar el encuentro, lo que causó que fuera perseguido por varios jugadores interistas aunque no fuese golpeado. Su agresión conllevó la suspensión durante siete meses por la UEFA., aunque posteriormente, este mismo organismo decidiría reducirle el castigo a 6 meses. Por su parte, el Valencia impuso al jugador una multa de 6000 euros.
La temporada 2007/08 fue cedido al RCD Mallorca, operación que se repitió en la siguiente temporada 2008/09.  Al término de la misma regresó al Valencia CF

Hasta la temporada 2009/10 no fue una pieza fundamental para ninguno de sus entrenadores, limitándose a dar un buen rendimiento como suplente. Unai Emery, sin embargo, lo colocó en la temporada 2009/10 como defensa central titular junto a Ángel Dealbert.
En el verano de 2011, el Valencia CF llegó a un acuerdo con el jugador para rescindir su contrato, y el defensa fichó por el Neuchâtel Xamax FC.
En febrero de 2012, ficha por el Levante UD hasta final de temporada, aunque tras su buen rendimiento en la zaga junto con  Ballesteros el club decide ficharlo por dos años de contrato. Tras su buena primera mitad de la Temporada 2012/13 en el mercado de invierno, el club granota recibe varias ofertas de equipos de la Premier League pero consigue retenerlo hasta el final de la misma. En julio de 2016, abandona el Levante UD como agente libre, para recalar en las filas de la A. D. Alcorcón.

## Clubes
- Estadísticas actualizadas a 25 de julio de 2018.

| Club               | País   | Periodo    | Partidos | Goles |
| ------------------ | ------ | ---------- | -------- | ----- |
| Valencia CF        | España | 2001-2007  | 91       | 6     |
| RCD Mallorca       | España | 2007-2009  | 55       | 2     |
| Valencia CF        | España | 2009- 2011 | 52       | 4     |
| Neuchâtel Xamax FC | Suiza  | 2011-2012  | 23       | 5     |
| Levante UD         | España | 2012-2016  | 68       | 2     |
| AD Alcorcón        | España | 2016-2018  | 38       | 3     |

## Palmarés

### Campeonatos nacionales
| Título                    | Club        | País   | Año       |
| ------------------------- | ----------- | ------ | --------- |
| Primera División española | Valencia CF | España | 2001-2002 |
| Primera División española | Valencia CF | España | 2003-2004 |

### Copas internacionales
| Título              | Club        | País   | Año  |
| ------------------- | ----------- | ------ | ---- |
| Copa de la UEFA     | Valencia CF | España | 2004 |
| Supercopa de Europa | Valencia CF | España | 2004 |